# Lampronycteris brachyotis
Lampronycteris brachyotis Dobson, 1879 è un pipistrello della famiglia dei Fillostomidi, unica specie del genere Lampronycteris (Sanborn, 1949), diffuso nell'America centrale e meridionale.

## Descrizione

### Dimensioni
Pipistrello di piccole dimensioni, con la lunghezza della testa e del corpo tra 48 e 62 mm, la lunghezza dell'avambraccio tra 40 e 42 mm, la lunghezza della coda tra 7 e 13 mm, la lunghezza del piede tra 11 e 14 mm, la lunghezza delle orecchie tra 13 e 19 mm e un peso fino a 14 g.

### Caratteristiche craniche e dentarie
Il cranio è tozzo e leggermente allungato. Una cresta sagittale poco sviluppata è spesso presente. La regione inter-orbitale è rigonfia. Il rostro è appiattito e leggermente concavo. Gli incisivi superiori interni sono grandi e a forma di cesello, mentre quelli più esterni sono bifidi.
Sono caratterizzati dalla seguente formula dentaria:

### Aspetto
La pelliccia è relativamente corta. Le parti dorsali variano dal nero-brunastro al rosso-cannella, mentre le parti ventrali sono più chiare, con un collare di lunghi peli rigidi rossastri lungo la gola. La foglia nasale è piccola, con una lancetta sottile e appuntita. Un cuscinetto carnoso è presente sul labbro inferiore, con un solco a forma di Y. Le orecchie sono di dimensioni normali, arrotondate e separate. Il trago è lungo ed appuntito. I piedi sono lunghi ed esili. Il calcar è più corto del piede. La coda è corta ed inclusa completamente nell'ampio uropatagio, il quale è cosparso di peli in prossimità al corpo. Il quinto metacarpo è più corto degli altri. Il cariotipo è 2n=32 FNa=60.

## Biologia

### Comportamento
Si rifugia in cavità degli alberi, grotte, miniere e tra le rovine. Forma piccoli gruppi fino a 10 individui consistenti in un maschio, diverse femmine e giovani. L'attività predatoria solitamente inizia 2 ore dopo il tramonto, con un secondo picco di attività dopo la mezzanotte.

### Alimentazione
Si nutre di insetti, sebbene durante le stagioni secche si possa nutrire anche di frutta, nettare e polline.

### Riproduzione
Maschi sessualmente attivi sono stati osservati a maggio e giugno sull'isola di Trinidad. Femmine che allattavano sono state invece osservate in Messico durante il mese di agosto e a giugno in Guatemala, insieme ad altre gravide.  Probabilmente sono presenti due stagioni riproduttive sincronizzate con le stagioni piovose.

## Distribuzione e habitat
Questa specie è diffusa nell'America centrale dagli stati messicani meridionali di Veracruz e Oaxaca attraverso il Belize, Guatemala, Nicaragua, Costa Rica, Panama, Venezuela, Colombia, Ecuador e Perù orientali, Guyana, Suriname, Guyana francese, Bolivia settentrionale e negli stati brasiliani del Pará a nord e Bahia, Espírito Santo e San Paolo a sud-est. Si trova anche sull'isola di Trinidad.
Vive nelle foreste umide tropicali decidue e sempreverdi di pianura fino a 700 metri di altitudine.

## Conservazione
La IUCN Red List, sebbene non sia comune localmente ma fortemente associata agli ambienti forestali disturbati, classifica L. brachyotis come specie a rischio minimo (Least Concern).